# خانه ملک شهر ری
خانه ملک شهر ری مربوط به دوره قاجار است و در ری، خیابان شهید فدائی، کوچه باغ ملک واقع شده و این اثر در تاریخ ۱ مهر ۱۳۸۲ با شمارهٔ ثبت ۱۰۴۰۷ به‌عنوان یکی از آثار ملی ایران به ثبت رسیده است.